# Jonathan Azevedo
Jonathan Azevedo (Rio de Janeiro, 24 de janeiro de 1986) é um ator e cantor brasileiro. Seu primeiro personagem de sucesso foi o traficante Sabiá na telenovela A Força do Querer (2017) da Rede Globo. Também já participou de mais de dez filmes e fez a personagem Fôjo na telenovela juvenil Malhação Conectados em 2011.
Namorou a cantora e atriz Lellêzinha em meados de 2017 até início de 2018.

## Carreira
Atua desde 2007 no cinema. Na UniverCidade, fez um curso de artes dramáticas. Se formou no grupo Nós do Morro em 2002. Participou de vários filmes (mais de 10) e fez parte do elenco da novela juvenil Malhação Conectados (2011), da Rede Globo Tem como maior sucesso o personagem Sabiá, da novela A Força do Querer. Inicialmente, Sabiá participaria apenas de 3 capítulos (pois morreria), mas, devido ao sucesso, ficou até o último capítulo. O personagem de Jonathan Azevedo fez tanto sucesso que conquistou até o público infantil. Sabiá, na trama, é um traficante que controla uma favela. Tem como mulher Alessia (Hylka Maria) e é amigo de Rubinho (Emilio Dantas) - marido de Bibi Perigosa (Juliana Paes).

## Filmografia

### Televisão
| Ano  | Título                      | Personagem                        | Notas                            |
| ---- | --------------------------- | --------------------------------- | -------------------------------- |
| 2007 | Vidas Opostas               | Dilsinho                          | Episódio: "22 de fevereiro"      |
| 2007 | Páginas da Vida             | Edson                             | Episódio: "2 de março"           |
| 2007 | Paraíso Tropical            | Grafite                           | Participação Especial            |
| 2008 | Faça Sua História           | Mais-Preto                        | Episódio: "Cabrita Mal Sucedida" |
| 2008 | Chamas da Vida              | Bandido                           | Episódio: "18 de setembro"       |
| 2008 | Água na Boca                | Garçom                            | Episódio: "12 de maio"           |
| 2009 | Força-Tarefa                | Luizinho Exu                      | Episódio: "Tolerância Zero"      |
| 2009 | Bela, a Feia                | Tito                              | Episódio: "25 de novembro"       |
| 2010 | Tal Filho, Tal Pai          | The Flash                         | Especial de final de ano         |
| 2011 | Insensato Coração           | Lino                              | Episódios: "4–5 de março"        |
| 2011 | Malhação Conectados         | Luciano Simões (Fôjo)             | Temporada 19                     |
| 2012 | Salve Jorge                 | Neco                              | Episódio: "22 de outubro"        |
| 2013 | Pecado Mortal               | Jorginho                          | Episódio: "5 de outubro"         |
| 2014 | Em Família                  | Jonas                             | Episódio: "14 de junho"          |
| 2015 | A Regra do Jogo             | Zulu                              | Episódios: "1–2 de dezembro"     |
| 2017 | A Força do Querer           | Wellington Silvino (Sabiá)        |                                  |
| 2018 | Ilha de Ferro               | Fiapo Camargo                     |                                  |
| 2018 | Popstar                     | Participante (6º lugar)           | Temporada 2                      |
| 2019 | Dança dos Famosos           | Participante (3º lugar)           | Temporada 16                     |
| 2021 | Verdades Secretas II        | Eurípedes                         |                                  |
| 2023 | Terra e Paixão              | Odilon Pires / Oddy King          |                                  |
| 2024 | O Jogo que Mudou a História | Gilson Carlos dos Reis (Gilsinho) |                                  |
| 2025 | The Masked Singer Brasil    | Foguinho (2º lugar)               | Temporada 5                      |

### Cinema
| Ano  | Título                 | Papel                 |
| ---- | ---------------------- | --------------------- |
| 2007 | Cidade dos Homens      | Soldado do Madrugadão |
| 2007 | Sete Minutos           | Cabeça                |
| 2008 | Meu Nome Não É Johnny  | Presidiário           |
| 2008 | Última Parada 174      | Vapor                 |
| 2008 | Feliz Natal            | Juventude             |
| 2009 | Verônica               | Puleiro               |
| 2010 | A Última Casa de Ópio  | Negueba               |
| 2010 | A Distração de Ivan    |                       |
| 2010 | 400 contra 1           | Baiano                |
| 2012 | Contos Macabros        |                       |
| 2014 | Tim Maia               | Arlênio Lívio Gomes   |
| 2015 | Operações Especiais    | Mosquito              |
| 2016 | Reza a Lenda           | Zorro                 |
| 2016 | Mais Forte que o Mundo | Ernesto               |

## Prêmios e indicações
| Ano  | Associações                 | Categoria                      | Nomeações                 | Resultado |
| ---- | --------------------------- | ------------------------------ | ------------------------- | --------- |
| 2015 | Meus Prêmios Nick           | Revelação Musical              | Melanina Carioca          | Indicado  |
| 2016 | Prêmio da Música Brasileira | Melhor Grupo de Canção Popular | Vivendo de Amor – Ao Vivo | Indicado  |
| 2017 | Melhores do Ano             | Ator Revelação                 | A Força do Querer         | Venceu    |
| 2017 | Prêmio F5                   | Revelação do Ano               | A Força do Querer         | Indicado  |
| 2017 | Prêmio Contigo! de TV       | Ator Revelação                 | A Força do Querer         | Venceu    |
| 2018 | Troféu Internet             | Revelação do Ano               | A Força do Querer         | Indicado  |
| 2021 | Troféu Raça Negra           | Ator                           | Ele mesmo                 | Venceu    |